# 15476 Narendra
A 15476 Narendra (ideiglenes jelöléssel 1999 BW24) a Naprendszer kisbolygóövében található aszteroida. A LINEAR projekt keretében fedezték fel 1999. január 18-án.